# オルペ郡
オルペ郡 (ドイツ語: Kreis Olpe) は、ドイツ連邦共和国ノルトライン＝ヴェストファーレン州アルンスベルク行政管区に属す郡である。本郡はザウアーラントに位置し、ヴェストファーレン＝リッペ風致連合の一部であり、南ヴェストファーレン地域に属す。郡庁所在地はオルペ市、最も人口の多い街はレネシュタットである。人口約135,000人の本郡は、ノルトライン＝ヴェストファーレン州で最も人口の少ない郡である。

## 地理
オルペ郡の面積は約 710 m2 である。南北の幅は約 36 km、東西の幅は約 38 km である。郡内の最低地点は、フィネントロプ町内レンクハウゼン北西の海抜 224 m の地点である。
オルペ郡の最も高い場所は、
- ヘルドラー（レネシュタット市） 756 m
- ホーエ・ヘッセル（キルヒフンデム） 743 m
- ヴィルトヘーファー（キルヒフンデム） 725 m
- リーゼンベルク（キルヒフンデム） 720 m

である。

### 隣接する郡
オルペ郡は、西から時計回りに、オーバーベルギッシャー郡、メルキッシャー郡、ホーホザウアーラント郡、ジーゲン＝ヴィトゲンシュタイン郡（以上、ノルトライン＝ヴェストファーレン州）、アルテンキルヒェン (ヴェスターヴァルト) 郡（ラインラント＝プファルツ州）と境を接している。

## 歴史
オルペ郡は、1819年に旧ヴェストファーレン公領からプロイセンへ移行する際に、ビルシュタイン郡が廃止され、その大部分がオルペ郡となった。それ以外の部分（たとえばシェーンホルトハウゼンなど）はエスローエ郡となった。
最初の郡長はカスパー・フロイスベルクであった。この郡は、1820年代にアッテンドルン、ビルシュタイン、ドロルスハーゲン、キルヒフンデム、オルペ、ヴァルベルト、ヴェンデンの7つのビュルガーマイステライに分割された。ビュルガーマイステライ・ヴァルベルトは1832年にアルテナ郡に編入された。
ヴェストファーレン州のラントゲマインデ法の発効に伴い、1840年代にアムト制に移行した。アッテンドルン市は1843年から、オルペ市は1858年からアムトから独立した市となった。これ以後、オルペ郡は6つのアムト、合わせて21のゲマインデ（基礎自治体）で構成された。
| アムト                   | ゲマインデ                                                                             |
| ------------------------ | -------------------------------------------------------------------------------------- |
| アムト・アッテンドルン   | ラント・ゲマインデ・アッテンドルン、ヘルデン                                           |
| アムト・ビルシュタイン   | エルスペ、フェルデ、キルヒヴァイシェーデ、ロールバッハ                                 |
| アムト・ドロルスハーゲン | シュタット・ドロルスハーゲン、ラントゲマインデ・ドロルスハーゲン                       |
| アムト・キルヒフンデム   | ハインスベルク、キルヒフンデム、コールハーゲン、レネ、オーバーフンデム、ザールハウゼン |
| アムト・オルペ           | クラウスハイム、ラントゲマインデ・オルペ、ローデ                                       |
| アムト・ヴェンデン       | レーマースハーゲン、ヴェンデン                                                         |

経済的には、オルペ郡の一部は工業化以前の時代には、ヴェストファーレン公領の経済的中心地となっていた。特にオルペ周辺の板金製造は、地域を超えて重要であった。また、製鉄業もかなり重要であった。しかし、工業化されたライバルに対抗して生産を続けることはできなかった。このため19世紀前半から脱工業化、農業化のプロセススが始まった。平均を上回る人々がこの地域から移住していったのは、このプロセスと関連している。1860年代に鉄道が設けられたことで、事実上人的な継続性がない状態で工業的板金製造が発達した。この他に鉱業やその他の産業分野が大きな重要性を獲得した。20世紀に入るまで皮革産業が重要な産業であった。
1930年12月24日にフェルデがグレーヴェンブリュックと改名した。
オルペ郡は、近隣の様々な郡とは異なり、ノルトライン＝ヴェストファーレン州の自治体再編によってその範囲にほとんど変更がなかった。オルペ郡の新設に関する法律によって1696年に郡内20市町村、メシェデ郡の3市町村から、7つの新しいアムトに属さない自治体が形成された。郡内の6つのアムトは廃止された。同時にオルペ郡とオーバーベルギッシャー郡との郡境がドロルスハーゲン/リーバーハウゼン付近の郡域交換によって変更された。レネの中心部は、ザウアーラント/パーダーボルン法によって1975年1月1日に、ホーホザウアーラント郡のシュマレンベルク市に編入された。

## 住民

### 人口推移
| 年   | 人口（人） | 出典   |
| ---- | ---------- | ------ |
| 1832 | 22,820     | [ 2 ]  |
| 1871 | 30,949     | [ 11 ] |
| 1880 | 34,142     | [ 12 ] |
| 1900 | 41,179     | [ 12 ] |
| 1910 | 50,279     | [ 12 ] |
| 1925 | 59,946     | [ 12 ] |
| 1939 | 66,479     | [ 12 ] |
| 1950 | 85,660     | [ 12 ] |
| 1960 | 93,800     | [ 12 ] |
| 1970 | 119,800    | [ 13 ] |
| 1980 | 122,619    | [ 14 ] |
| 1990 | 130,471    | [ 14 ] |
| 2000 | 141,207    | [ 14 ] |
| 2010 | 138,961    | [ 14 ] |
| 2015 | 134,365    | [ 14 ] |
| 2017 | 134,808    | [ 14 ] |

## 行政

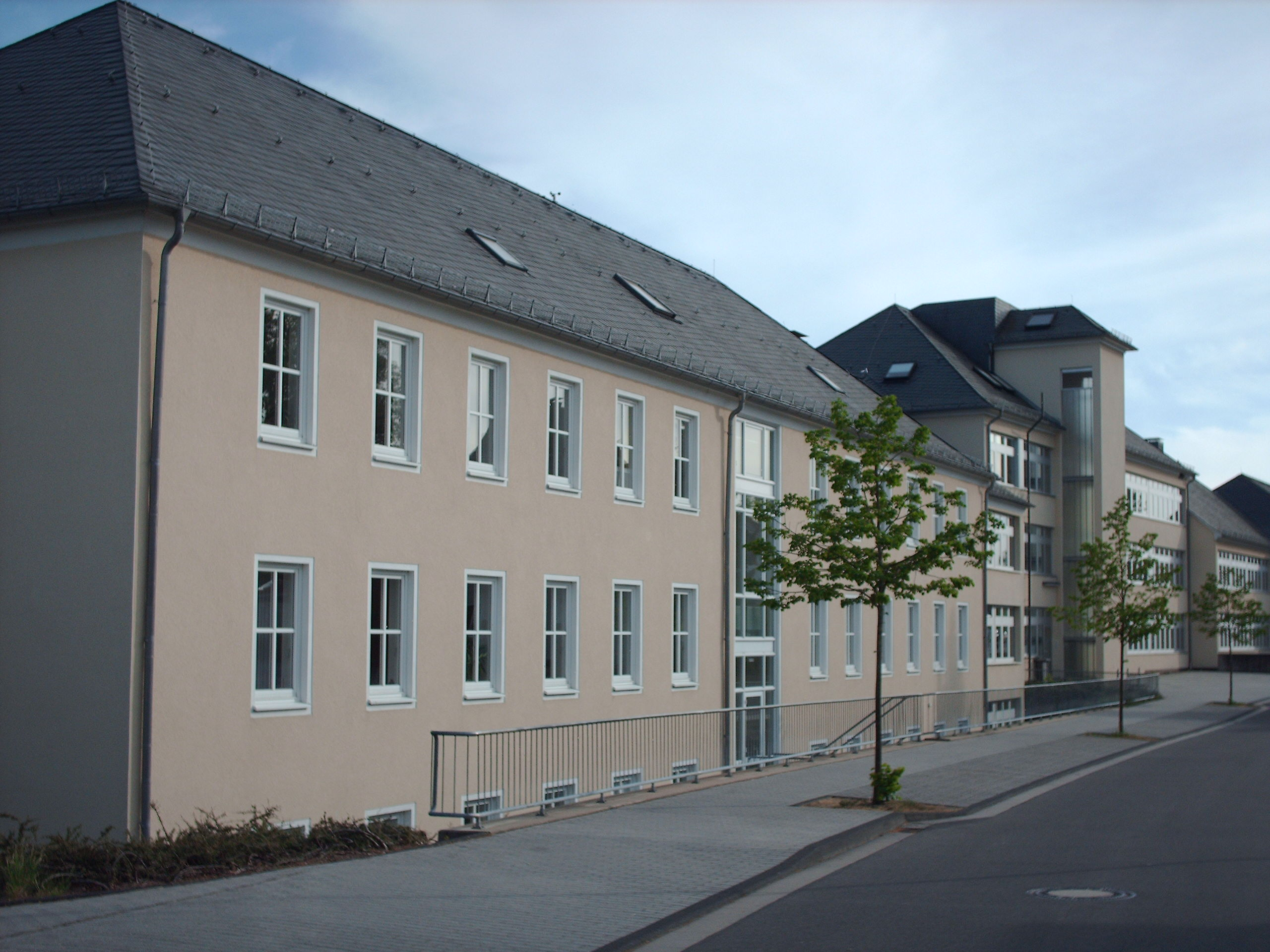
オルペ郡の郡庁舎

### 郡長
2020年からテオ・メルヒャー (CDU) がおルペ郡の郡庁を務めている。それ以前彼は23年間に渡って郡ディレクターであった。
第二次世界大戦後の過去の郡長を列記する。
- 1945年4月11日 - 1945年7月20日　ハインリヒ・オットー・シュピース
- 1945年7月21日 - 1946年2月21日　リヒャルト・クレーヴァー
- 1946年6月19日 - 1953年10月22日　ヨーゼフ・シュラーゲ (CDU)
- 1953年11月1日 - 1966年7月30日　ヨーゼフ・メッテン (CDU)
- 1966年10月4日 - 1971年1月27日　ヘルムート・クンプフ (CDU)
- 1971年4月28日 - 1984年7月15日　ホルスト・リンパー (CDU)
- 1984年9月30日 - 1999年9月30日　ハンスペーター・クライン (CDU)

ハンスペーター・クラインが郡長だった時代に、オルペ郡の2頭体制が終結した。その後任の、ドイツキリスト教民主同盟 (CDU) のフランク・ベッケホフはそれまで郡の上級行政官 (Oberkreisdirektor) であり、第二次世界大戦後初の専任の郡長であり、これにより郡議会の議長と、郡行政の指導者を兼ねることとなった。

### 郡議会
以下に2020年の郡議会選挙の結果とそれに基づく政党別議席配分を記す
| 政党名    | 得票率 (%) | 議席数 |
| --------- | ---------- | ------ |
| CDU       | 51.6       | 25     |
| SPD       | 18.4       | 9      |
| Grüne     | 12.2       | 6      |
| UWG       | 7.5        | 3      |
| FDP       | 4.3        | 2      |
| AfD       | 4.0        | 2      |
| Die Linke | 2.0        | 1      |

### 紋章
郡の紋章は、銀地と金地に左右二分割。向かって左は銀地に黒い十字。向かって右は金地に2本の赤い横帯である。十字は、郡域がかつてケルン選帝侯領に属していたことを示している。紋章の向かって右側部分は、何世紀にもわたるフュルステンベルク家との関係を示唆している。

## 経済と社会資本
未来地図2016によれば、合わせて402のドイツの郡、自治体連合、郡独立市のうち、オルペ郡は168位に位置づけられており、「チャンスとリスクが均等にミックスした」地域に属す。

### 交通

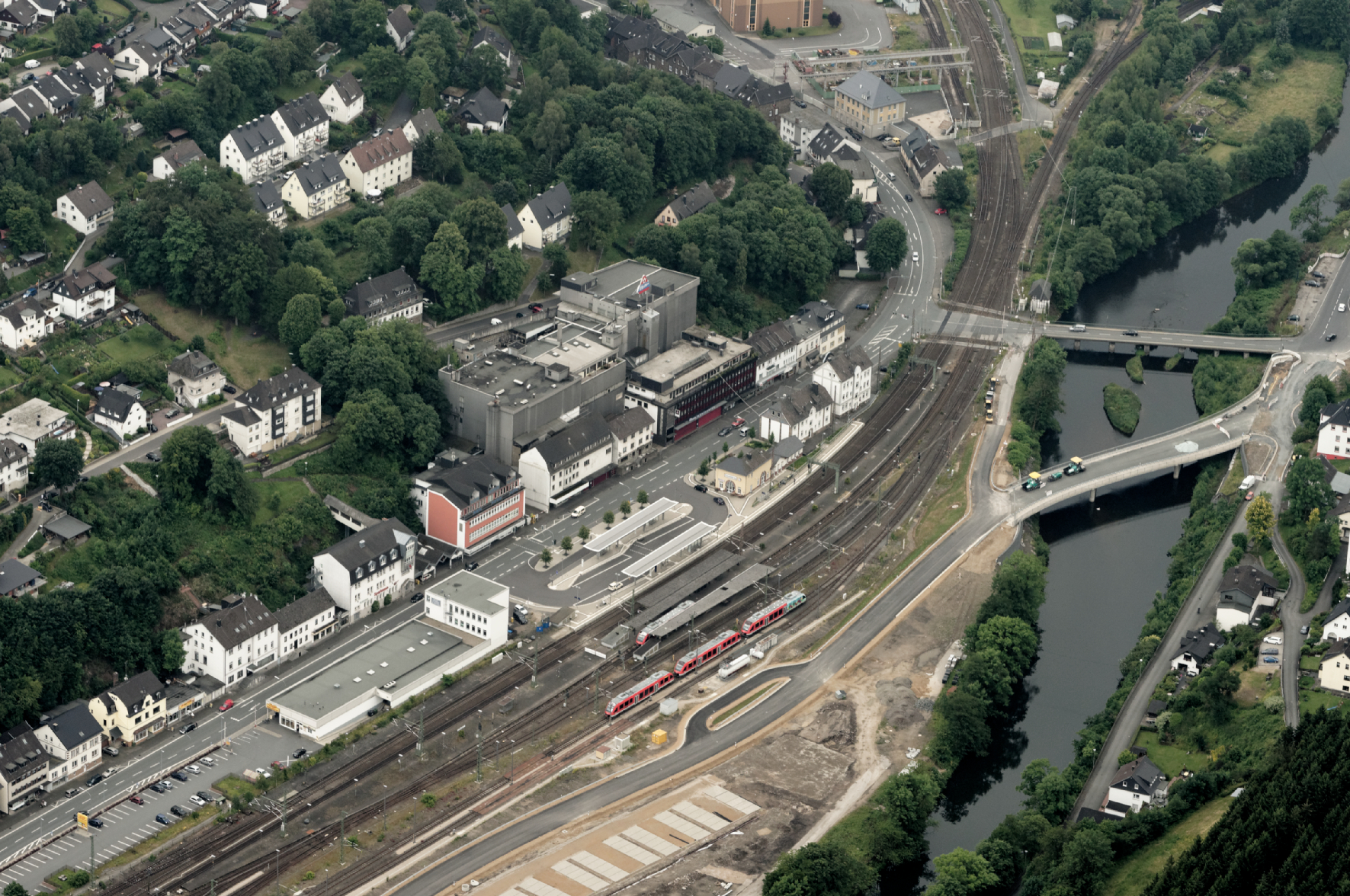
2つの鉄道が分岐するフィネントロプ駅。画面上部で分岐し、向かって左へ向かうのがルール＝ジーク線、右へ向かうのがフィネントロプ - フロイデンベルク線である。右側の川がレネ川である。

#### 鉄道およびバス
オルペ郡は2つの鉄道路線で結ばれている。
- 複線・電化されたルール＝ジーク線。この路線上を、ハーゲンからヴェールドールおよびフィネントロプを経由してジーゲンへ向かうルール＝ジーク＝エクスプレス (RE 16) およびルール＝ジーク＝バーン (RB 91)
- 単線のフィネントロプ - フロイデンベルク線。この路線上を: 
 フィネントロプからオルペへ向かうビッゲゼー＝エクスプレス (RB 92) が運行している。この列車は、ドライレンダーバーンが運行している。ここでは Typ LINT27 のディーゼル車両が用いられている。オルペからフロイデンベルクまでは廃線、撤去されている。

#### 道路
オルペ郡を2本の連邦アウトバーンが通っている。
- A4号線 (E40（ドイツ語版、英語版）) アーヘン - ゲルリッツ
- A45号線（ザウアーラント線、E41）ドルトムント - アシャッフェンブルク

#### 飛行場
オルペ郡には2つの特殊地方飛行場がある。
- アッテンドルン＝フィネントロプ飛行場 (ICAOコード EDKU) フィネントロプ
- ヒュンスボルン飛行場 (ICAOコード EDKH) ヴェンデン

## 市町村
オルペ郡は以下の7つの郡所属市町村で構成されている。このうち3つが中規模郡所属市の状態である。
| 市 1. アッテンドルン (Attendorn, 中規模郡所属市 24,452) 2. ドロルスハーゲン (Drolshagen 11,766) 3. レネシュタット (Lennestadt, 中規模郡所属市 25,275) 4. オルペ (Olpe, 中規模郡所属市 24,961) 町村 1. フィネントロプ (Finnentrop 16,872) 2. キルヒフンデム (Kirchhundem 11,402) 3. ヴェンデン (Wenden 19,604) 括弧内の数値は、2023年12月31日現在の人口を示したものである | link |